# Copa Mundial de Fútbol Sub-17
La Copa Mundial de Fútbol Sub-17 es un torneo internacional de selecciones nacionales de fútbol compuestas por jugadores masculinos menores de 17 años. El torneo es organizado anualmente por la FIFA y surgió en 1985 tras el éxito de la Copa Mundial de Fútbol Sub-20, el principal evento juvenil de este deporte. La actual edad máxima de participación fue establecida en 1991, puesto que con anterioridad el límite era de 16 años.
De los dieciocho torneos disputados los equipos más exitosos son: Nigeria con cinco títulos, seguido por Brasil con cuatro títulos; Ghana y México poseen 2 títulos cada uno. Finalmente, Arabia Saudita, Francia, Suiza, Inglaterra, Rusia (como Unión Soviética) y Alemania con 1 título.

## Clasificación
Desde la edición de 2025, el número de participantes aumentó de 24 a 48 equipos. A excepción del país anfitrión, los 47 equipos restantes participan en un proceso clasificatorio dentro de cada una de las confederaciones continentales, las cuales organizan diversos torneos juveniles.
- País anfitrión (1 cupo)
- AFC (Asia): Campeonato Sub-16 de la AFC (8 cupos)
- CAF (África): Campeonato Africano Sub-17 (10 cupos)
- Concacaf (Norteamérica, América Central y el Caribe): Campeonato Sub-17 de la Concacaf (8 cupos)
- Conmebol (Sudamérica): Campeonato Sudamericano Sub-17 (7 cupos)
- OFC (Oceanía): Campeonato Sub-17 de la OFC (3 cupos)
- UEFA (Europa): Campeonato Europeo Sub-17 de la UEFA (11 cupos)

## Resultados y palmarés

### Campeonatos
Esta tabla muestra los principales resultados de la fase final de cada Copa Mundial de Fútbol Sub-17. Para más información sobre un torneo en particular, véase la página especializada de ella en Detalles.
| Año          | Sede                   | Campeón                               | Final Resultado                       | Segundo lugar                         | Tercer lugar                          | Resultado                             | Cuarto lugar                          |
| ------------ | ---------------------- | ------------------------------------- | ------------------------------------- | ------------------------------------- | ------------------------------------- | ------------------------------------- | ------------------------------------- |
| 1985 Detalle | China                  | Nigeria                               | 2:0                                   | Alemania Federal                      | Brasil                                | 4:1                                   | Guinea                                |
| 1987 Detalle | Canadá                 | Unión Soviética                       | 1:1 (t.s.) (4:2 pen.)                 | Nigeria                               | Costa de Marfil                       | 2:1 (t.s.)                            | Italia                                |
| 1989 Detalle | Escocia                | Arabia Saudita                        | 2:2 (t.s.) (5:4 pen.)                 | Escocia                               | Portugal                              | 3:0                                   | Baréin                                |
| 1991 Detalle | Italia                 | Ghana                                 | 1:0                                   | España                                | Argentina                             | 1:1 (t.s.) (4:1 pen.)                 | Catar                                 |
| 1993 Detalle | Japón                  | Nigeria                               | 2:1                                   | Ghana                                 | Chile                                 | 1:1 (t.s.) (4:2 pen.)                 | Polonia                               |
| 1995 Detalle | Ecuador                | Ghana                                 | 3:2                                   | Brasil                                | Argentina                             | 2:0                                   | Omán                                  |
| 1997 Detalle | Egipto                 | Brasil                                | 2:1                                   | Ghana                                 | España                                | 2:1                                   | Alemania                              |
| 1999 Detalle | Nueva Zelanda          | Brasil                                | 0:0 (t.s.) (8:7 pen.)                 | Australia                             | Ghana                                 | 2:0                                   | Estados Unidos                        |
| 2001 Detalle | Trinidad y Tobago      | Francia                               | 3:0                                   | Nigeria                               | Burkina Faso                          | 2:0                                   | Argentina                             |
| 2003 Detalle | Finlandia              | Brasil                                | 1:0                                   | España                                | Argentina                             | 1:1 (t.s.) (5:4 pen.)                 | Colombia                              |
| 2005 Detalle | Perú                   | México                                | 3:0                                   | Brasil                                | Países Bajos                          | 2:1                                   | Turquía                               |
| 2007 Detalle | Corea del Sur          | Nigeria                               | 0:0 (t.s.) (3:0 pen.)                 | España                                | Alemania                              | 2:1                                   | Ghana                                 |
| 2009 Detalle | Nigeria                | Suiza                                 | 1:0                                   | Nigeria                               | España                                | 1:0                                   | Colombia                              |
| 2011 Detalle | México                 | México                                | 2:0                                   | Uruguay                               | Alemania                              | 4:3                                   | Brasil                                |
| 2013 Detalle | Emiratos Árabes Unidos | Nigeria                               | 3:0                                   | México                                | Suecia                                | 4:1                                   | Argentina                             |
| 2015 Detalle | Chile                  | Nigeria                               | 2:0                                   | Malí                                  | Bélgica                               | 3:2                                   | México                                |
| 2017 Detalle | India                  | Inglaterra                            | 5:2                                   | España                                | Brasil                                | 2:0                                   | Malí                                  |
| 2019 Detalle | Brasil                 | Brasil                                | 2:1                                   | México                                | Francia                               | 3:1                                   | Países Bajos                          |
| 2021 Detalle | Perú                   | Cancelado por la Pandemia de COVID-19 | Cancelado por la Pandemia de COVID-19 | Cancelado por la Pandemia de COVID-19 | Cancelado por la Pandemia de COVID-19 | Cancelado por la Pandemia de COVID-19 | Cancelado por la Pandemia de COVID-19 |
| 2023 Detalle | Indonesia              | Alemania                              | 2:2 (4:3 pen.)                        | Francia                               | Malí                                  | 3:0                                   | Argentina                             |
| 2025 Detalle | Catar                  | Por disputarse                        | Por disputarse                        | Por disputarse                        | Por disputarse                        | Por disputarse                        | Por disputarse                        |

### Anfitrión por confederación
| Confederación                                   | Sedes |
| ----------------------------------------------- | ----- |
| AFC (Asia)                                      | 6     |
| Conmebol (Sudamérica)                           | 4     |
| Concacaf (Norteamérica, Centroamérica y Caribe) | 3     |
| UEFA (Europa)                                   | 3     |
| CAF (África)                                    | 2     |
| OFC (Oceanía)                                   | 1     |

### Palmarés
La lista a continuación muestra a los equipos que han estado entre los cuatro mejores de alguna edición del torneo. En cursiva, se indica el torneo en que el equipo fue local.
| Equipo          | Campeón                          | Subcampeón                 | Tercer lugar         | Cuarto lugar         |
| --------------- | -------------------------------- | -------------------------- | -------------------- | -------------------- |
| Nigeria         | 5 (1985, 1993, 2007, 2013, 2015) | 3 (1987, 2001, 2009)       |                      |                      |
| Brasil          | 4 (1997, 1999, 2003, 2019)       | 2 (1995, 2005)             | 2 (1985, 2017)       | 1 (2011)             |
| Ghana           | 2 (1991, 1995)                   | 2 (1993, 1997)             | 1 (1999)             | 1 (2007)             |
| México          | 2 (2005, 2011)                   | 2 (2013, 2019)             |                      | 1 (2015)             |
| Alemania        | 1 (2023)                         | 1 (1985)                   | 2 (2007, 2011)       | 1 (1997)             |
| Francia         | 1 (2001)                         | 1 (2023)                   | 1 (2019)             |                      |
| Rusia           | 1 (1987)                         |                            |                      |                      |
| Arabia Saudita  | 1 (1989)                         |                            |                      |                      |
| Suiza           | 1 (2009)                         |                            |                      |                      |
| Inglaterra      | 1 (2017)                         |                            |                      |                      |
| España          |                                  | 4 (1991, 2003, 2007, 2017) | 2 (1997, 2009)       |                      |
| Malí            |                                  | 1 (2015)                   | 1 (2023)             | 1 (2017)             |
| Uruguay         |                                  | 1 (2011)                   |                      |                      |
| Australia       |                                  | 1 (1999)                   |                      |                      |
| Escocia         |                                  | 1 (1989)                   |                      |                      |
| Argentina       |                                  |                            | 3 (1991, 1995, 2003) | 3 (2001, 2013, 2023) |
| Países Bajos    |                                  |                            | 1 (2005)             | 1 (2019)             |
| Costa de Marfil |                                  |                            | 1 (1987)             |                      |
| Portugal        |                                  |                            | 1 (1989)             |                      |
| Chile           |                                  |                            | 1 (1993)             |                      |
| Burkina Faso    |                                  |                            | 1 (2001)             |                      |
| Suecia          |                                  |                            | 1 (2013)             |                      |
| Bélgica         |                                  |                            | 1 (2015)             |                      |
| Colombia        |                                  |                            |                      | 2 (2003, 2009)       |
| Guinea          |                                  |                            |                      | 1 (1985)             |
| Italia          |                                  |                            |                      | 1 (1987)             |
| Baréin          |                                  |                            |                      | 1 (1989)             |
| Catar           |                                  |                            |                      | 1 (1991)             |
| Polonia         |                                  |                            |                      | 1 (1993)             |
| Omán            |                                  |                            |                      | 1 (1995)             |
| Estados Unidos  |                                  |                            |                      | 1 (1999)             |
| Turquía         |                                  |                            |                      | 1 (2005)             |

### Títulos por confederación
| Confederación                            | Títulos |
| ---------------------------------------- | ------- |
| CAF (África)                             | 7       |
| UEFA (Europa)                            | 5       |
| Conmebol (Sudamérica)                    | 4       |
| Concacaf (Norte, Centroamérica y Caribe) | 2       |
| AFC (Asia)                               | 1       |

## Estadísticas

### Tabla general
Esta tabla ordena a las selecciones asignándoles una posición general basándose en tres criterios:
1. Puntos obtenidos. Se otorgan 3 puntos por victoria, 1 por empate y ninguno por derrota. Este criterio es utilizado para todos los partidos a lo largo del torneo, aunque solamente fue establecido por la FIFA desde 1994 (Usado por primera vez en este torneo en la edición de 1995).[5][6]
2. Mayor diferencia de goles
3. Mayor cantidad de goles obtenidos.

| 1.º  | Brasil                 | 18 | 200 | 94 | 63 | 11 | 20 | 215 | 87  | +128 | 70,92 %  |
| 2.º  | Nigeria                | 12 | 155 | 67 | 48 | 11 | 8  | 159 | 52  | +107 | 77,11 %  |
| 3.º  | España                 | 11 | 118 | 58 | 36 | 10 | 12 | 131 | 71  | +60  | 67,81 %  |
| 4.º  | Argentina              | 15 | 117 | 72 | 34 | 15 | 23 | 117 | 89  | +28  | 54,16 %  |
| 5.º  | México                 | 15 | 114 | 69 | 34 | 12 | 23 | 122 | 96  | +26  | 55.07 %  |
| 6.º  | Ghana                  | 9  | 100 | 48 | 30 | 10 | 8  | 93  | 39  | +54  | 69,44 %  |
| 7.º  | Alemania               | 11 | 97  | 56 | 29 | 10 | 17 | 121 | 85  | +36  | 57,73 %  |
| 8.º  | Francia                | 8  | 89  | 42 | 27 | 8  | 7  | 82  | 60  | +50  | 70,63 %  |
| 9.º  | Estados Unidos         | 18 | 79  | 67 | 24 | 7  | 36 | 94  | 118 | –24  | 39,30 %  |
| 10.º | Australia              | 13 | 64  | 51 | 19 | 7  | 25 | 57  | 79  | –22  | 41,83 %  |
| 11.º | Malí                   | 6  | 58  | 32 | 18 | 4  | 10 | 58  | 26  | +32  | 60,41 %  |
| 12.º | Japón                  | 10 | 51  | 37 | 15 | 6  | 16 | 53  | 50  | +3   | 45,94 %  |
| 13.º | Inglaterra             | 5  | 45  | 24 | 13 | 6  | 5  | 59  | 26  | +33  | 62,50 %  |
| 14.º | Italia                 | 8  | 45  | 32 | 13 | 6  | 13 | 38  | 38  | 0    | 46,88 %  |
| 15.º | Uruguay                | 6  | 40  | 27 | 12 | 4  | 11 | 45  | 33  | +12  | 49,38 %  |
| 16.º | Paraguay               | 5  | 35  | 19 | 11 | 2  | 6  | 46  | 36  | +10  | 61,40 %  |
| 17.º | Colombia               | 6  | 34  | 27 | 9  | 7  | 11 | 43  | 41  | +2   | 41,98 %  |
| 18.º | Ecuador                | 6  | 33  | 24 | 10 | 3  | 11 | 32  | 34  | –2   | 45,83 %  |
| 19.º | Corea del Sur          | 7  | 33  | 27 | 10 | 3  | 14 | 31  | 42  | –11  | 40,74 %  |
| 20.º | Irán                   | 5  | 31  | 20 | 9  | 4  | 7  | 33  | 24  | +9   | 51,66 %  |
| 21.º | Costa Rica             | 10 | 29  | 36 | 7  | 8  | 21 | 30  | 59  | –29  | 26,85 %  |
| 22.º | Rusia                  | 3  | 24  | 14 | 7  | 3  | 4  | 32  | 17  | +15  | 57,14 %  |
| 23.º | Turquía                | 3  | 24  | 14 | 7  | 3  | 4  | 27  | 19  | +8   | 57,14 %  |
| 24.º | Catar                  | 7  | 24  | 26 | 6  | 6  | 14 | 23  | 45  | –22  | 30,77 %  |
| 25.º | Uzbekistán             | 3  | 23  | 14 | 7  | 2  | 5  | 20  | 17  | +3   | 54,76 %  |
| 26.º | Costa de Marfil        | 4  | 22  | 17 | 6  | 4  | 7  | 28  | 29  | –1   | 43,14 %  |
| 27.º | Burkina Faso           | 5  | 22  | 19 | 6  | 4  | 9  | 21  | 27  | –6   | 38,59 %  |
| 28.º | Suiza                  | 1  | 21  | 7  | 7  | 0  | 0  | 18  | 7   | +11  | 100,00 % |
| 29.º | Arabia Saudita         | 3  | 21  | 13 | 5  | 6  | 2  | 18  | 11  | +7   | 53,85 %  |
| 30.º | Chile                  | 5  | 21  | 20 | 5  | 6  | 9  | 33  | 41  | –8   | 35,00 %  |
| 31.º | China                  | 6  | 19  | 20 | 4  | 7  | 9  | 25  | 36  | –11  | 31,67 %  |
| 32.º | Túnez                  | 3  | 18  | 11 | 6  | 0  | 5  | 16  | 17  | –1   | 54,55 %  |
| 33.º | Portugal               | 3  | 18  | 14 | 5  | 3  | 6  | 27  | 33  | –6   | 42,86 %  |
| 34.º | Nueva Zelanda          | 10 | 18  | 33 | 4  | 6  | 23 | 20  | 101 | –81  | 18,18 %  |
| 35.º | Omán                   | 3  | 17  | 13 | 5  | 2  | 6  | 19  | 21  | –2   | 43,59 %  |
| 36.º | Países Bajos           | 4  | 16  | 19 | 8  | 2  | 9  | 32  | 31  | +1   | 28,07 %  |
| 37.º | Bélgica                | 2  | 16  | 10 | 5  | 1  | 4  | 12  | 14  | –2   | 53,33 %  |
| 38.º | Guinea                 | 5  | 16  | 18 | 3  | 7  | 4  | 20  | 30  | –10  | 29,63 %  |
| 39.º | Marruecos              | 2  | 14  | 9  | 4  | 2  | 3  | 14  | 10  | +4   | 44,44 %  |
| 40.º | Croacia                | 3  | 14  | 11 | 4  | 2  | 5  | 10  | 18  | –8   | 42,42 %  |
| 41.º | Corea del Norte        | 5  | 14  | 18 | 3  | 5  | 10 | 16  | 35  | –19  | 25,93 %  |
| 42.º | Senegal                | 2  | 13  | 8  | 4  | 1  | 3  | 14  | 9   | +5   | 54,16 %  |
| 43.º | Suecia                 | 1  | 13  | 7  | 4  | 1  | 2  | 15  | 11  | +4   | 61,90 %  |
| 44.º | Polonia                | 3  | 13  | 12 | 3  | 4  | 5  | 17  | 19  | –2   | 36,11 %  |
| 45.º | Escocia                | 1  | 12  | 6  | 3  | 3  | 0  | 8   | 3   | +5   | 66,67 %  |
| 46.º | Baréin                 | 2  | 11  | 9  | 3  | 2  | 4  | 9   | 13  | –4   | 40,74 %  |
| 47.º | República Checa        | 2  | 10  | 7  | 3  | 1  | 3  | 10  | 12  | –2   | 47,62 %  |
| 48.º | Honduras               | 5  | 10  | 21 | 3  | 1  | 6  | 17  | 37  | –20  | 15,87 %  |
| 49.º | Perú                   | 2  | 9   | 8  | 2  | 3  | 3  | 4   | 7   | –3   | 37,50 %  |
| 50.º | Egipto                 | 2  | 8   | 7  | 2  | 2  | 3  | 9   | 8   | +1   | 38,10 %  |
| 51.º | Congo                  | 3  | 8   | 10 | 2  | 2  | 6  | 10  | 18  | –8   | 26,67 %  |
| 52.º | Hungría                | 2  | 8   | 4  | 3  | 3  | 7  | 14  | 3   | +11  | 66,67 %  |
| 53.º | Gambia                 | 2  | 7   | 6  | 2  | 1  | 3  | 9   | 10  | –1   | 38,89 %  |
| 54.º | Tayikistán             | 2  | 7   | 7  | 2  | 1  | 4  | 8   | 14  | –6   | 33,33 %  |
| 55.º | Alemania Democrática   | 1  | 6   | 4  | 2  | 0  | 2  | 7   | 5   | +2   | 50,00 %  |
| 56.º | Angola                 | 1  | 6   | 4  | 2  | 0  | 2  | 4   | 5   | –1   | 50,00 %  |
| 57.º | Siria                  | 2  | 5   | 7  | 1  | 2  | 4  | 5   | 13  | –8   | 23,81 %  |
| 58.º | Panamá                 | 3  | 5   | 9  | 1  | 2  | 6  | 6   | 17  | –11  | 18,51 %  |
| 59.º | Eslovaquia             | 1  | 4   | 4  | 1  | 1  | 2  | 7   | 12  | –5   | 33,33 %  |
| 60.º | Venezuela              | 2  | 4   | 7  | 1  | 1  | 5  | 7   | 19  | –12  | 19,04 %  |
| 61.º | Irak                   | 2  | 4   | 7  | 1  | 1  | 5  | 7   | 22  | –15  | 19,05 %  |
| 62.º | Emiratos Árabes Unidos | 3  | 4   | 10 | 1  | 2  | 7  | 8   | 26  | –18  | 13,33 %  |
| 63.º | Canadá                 | 8  | 4   | 24 | 0  | 4  | 20 | 11  | 70  | –59  | 5,55 %   |
| 64.º | Camerún                | 2  | 3   | 6  | 0  | 6  | 0  | 8   | 13  | 0    | 16,67 %  |
| 65.º | Sudán                  | 1  | 3   | 3  | 1  | 0  | 2  | 5   | 5   | 0    | 33,33 %  |
| 66.º | Níger                  | 1  | 3   | 4  | 1  | 0  | 3  | 1   | 8   | –7   | 25,00 %  |
| 67.º | Finlandia              | 1  | 3   | 3  | 1  | 0  | 2  | 3   | 12  | –9   | 33,33 %  |
| 68.º | Togo                   | 1  | 2   | 3  | 0  | 2  | 1  | 2   | 3   | –1   | 22,22 %  |
| 69.º | Indonesia              | 1  | 2   | 3  | 0  | 2  | 1  | 3   | 5   | –2   | 22,22 %  |
| 70.º | Bolivia                | 2  | 2   | 6  | 0  | 2  | 4  | 8   | 15  | –7   | 11,11 %  |
| 71.º | Sierra Leona           | 1  | 1   | 3  | 0  | 1  | 2  | 6   | 8   | –2   | 11,11 %  |
| 72.º | Sudáfrica              | 1  | 1   | 3  | 0  | 1  | 2  | 2   | 5   | –3   | 11,11 %  |
| 73.º | Ruanda                 | 1  | 1   | 3  | 0  | 1  | 2  | 0   | 3   | –3   | 11,11 %  |
| 74.º | Yemen                  | 1  | 1   | 3  | 0  | 1  | 2  | 4   | 8   | –4   | 11,11 %  |
| 75.º | Dinamarca              | 1  | 1   | 3  | 0  | 1  | 2  | 3   | 8   | –5   | 11,11 %  |
| 76.º | Haití                  | 2  | 1   | 6  | 0  | 1  | 5  | 6   | 16  | –10  | 5,56 %   |
| 77.º | Jamaica                | 2  | 1   | 6  | 0  | 1  | 5  | 2   | 14  | –12  | 5,56 %   |
| 78.º | Cuba                   | 2  | 1   | 6  | 0  | 1  | 5  | 5   | 18  | –13  | 5,56 %   |
| 79.º | Austria                | 2  | 1   | 6  | 0  | 1  | 5  | 5   | 20  | –15  | 5,56 %   |
| 80.º | Nueva Caledonia        | 2  | 1   | 6  | 0  | 1  | 5  | 2   | 37  | –35  | 5,56 %   |
| 81.º | Argelia                | 1  | 0   | 3  | 0  | 0  | 3  | 0   | 5   | –5   | 0,00 %   |
| 82.º | Malaui                 | 1  | 0   | 3  | 0  | 0  | 3  | 1   | 7   | –6   | 0,00 %   |
| 83.º | India                  | 1  | 0   | 3  | 0  | 0  | 3  | 1   | 9   | –8   | 0,00 %   |
| 84.º | Trinidad y Tobago      | 2  | 0   | 6  | 0  | 0  | 6  | 3   | 23  | –20  | 0,00 %   |
| 85.º | Islas Salomón          | 1  | 0   | 3  | 0  | 0  | 3  | 0   | 20  | –20  | 0,00 %   |
| 86.º | Tailandia              | 2  | 0   | 6  | 0  | 0  | 6  | 5   | 29  | –24  | 0,00 %   |

### Rendimiento por Selección
| 1.º  | Brasil                 | 18 | 3.º  | 13.º | 6.º  | 6.º  |      | 2.º  |      |      | 5.º  |      | 2.º  | 10.º | 17.º | 4.º  | 5.º  | 6.º  | 3.º  |      | 6.º  |  |
| 2.º  | Nigeria                | 12 |      | 2.º  | 5.º  |      |      | 5.º  |      |      | 2.º  | 9.º  |      |      | 2.º  |      |      |      |      | 12.º |      |  |
| 3.º  | España                 | 11 |      |      |      | 2.º  |      | 9.º  | 3.º  | 9.º  | 10.º | 2.º  |      | 2.º  | 3.º  |      |      |      | 2.º  | 6.º  | 5.º  |  |
| 4.º  | Argentina              | 15 | 9.º  |      | 8.º  | 3.º  | 9.º  | 3.º  | 6.º  |      | 4.º  | 3.º  |      | 6.º  | 11.º | 13.º | 4.º  | 24.º |      | 9.º  | 4.º  |  |
| 5.º  | México                 | 15 | 10.º | 10.º |      | 11.º | 10.º |      | 10.º | 7.º  |      | 6.º  |      |      | 10.º |      | 2.º  | 4.º  | 16.º | 2.º  | 15.º |  |
| 6.º  | Ghana                  | 9  |      |      | 12.º |      | 2.º  |      | 2.º  | 3.º  |      |      | 11.º | 4.º  |      |      |      |      | 8.º  |      |      |  |
| 7.º  | Alemania               | 11 | 2.º  |      |      | 8.º  |      | 11.º | 4.º  | 13.º |      |      |      | 3.º  | 13.º | 3.º  |      | 12.º | 7.º  |      |      |  |
| 8.º  | Francia                | 8  |      | 7.º  |      |      |      |      |      |      |      |      |      | 7.º  |      | 8.º  |      | 9.º  | 9.º  | 3.º  | 2.º  |  |
| 9.º  | Estados Unidos         | 18 | 12.º | 14.º | 10.º | 5.º  | 6.º  | 15.º | 11.º | 4.º  | 15.º | 5.º  | 5.º  | 16.º | 12.º | 12.º |      | 21.º | 6.º  | 11.º | 13.º |  |
| 10.º | Australia              | 13 | 5.º  | 6.º  | 13.º | 7.º  | 7.º  | 6.º  |      | 2.º  | 8.º  | 16.º | 12.º |      |      | 15.º |      | 16.º |      | 15.º |      |  |
| 11.º | Malí                   | 6  |      |      |      |      |      |      | 5.º  | 14.º | 6.º  |      |      |      |      |      |      | 2.º  | 4.º  |      | 3.º  |  |
| 12.º | Japón                  | 10 |      |      |      |      | 8.º  | 10.º |      |      | 12.º |      |      | 17.º | 21.º | 5.º  | 9.º  |      | 12.º | 10.º | 12.º |  |
| 13.º | Inglaterra             | 5  |      |      |      |      |      |      |      |      |      |      |      | 5.º  |      | 7.º  |      | 18.º |      |      | 11.º |  |
| 14.º | Italia                 | 8  | 11.º | 4.º  |      | 12.º | 15.º |      |      |      |      |      | 10.º |      | 6.º  |      | 13.º |      |      | 7.º  |      |  |
| 15.º | Uruguay                | 6  |      |      |      | 13.º |      |      |      | 8.º  |      |      | 15.º |      | 7.º  | 2.º  | 6.º  |      |      |      |      |  |
| 16.º | Paraguay               | 5  |      |      |      |      |      |      |      | 5.º  | 9.º  |      |      |      |      |      |      | 17.º | 10.º | 5.º  |      |  |
| 17.º | Colombia               | 6  |      |      | 14.º |      | 11.º |      |      |      |      | 4.º  |      | 11.º | 4.º  |      |      |      | 11.º |      |      |  |
| 18.º | Ecuador                | 6  |      | 12.º |      |      |      | 7.º  |      |      |      |      |      |      |      | 9.º  |      | 5.º  |      | 13.º | 14.º |  |
| 19.º | Corea del Sur          | 7  |      | 8.º  |      |      |      |      |      |      |      | 11.º |      | 18.º | 8.º  |      |      | 11.º |      | 8.º  | 20.º |  |
| 20.º | Irán                   | 5  |      |      |      |      |      |      |      |      | 14.º |      |      |      | 9.º  |      | 14.º |      | 5.º  |      | 9.º  |  |
| 21.º | Costa Rica             | 10 | 16.º |      |      |      |      | 13.º | 13.º |      | 6.º  | 7.º  | 6.º  | 14.º | 20.º |      |      | 8.º  | 19.º |      |      |  |
| 22.º | Rusia                  | 3  |      |      |      |      |      |      |      |      |      |      |      |      |      |      | 16.º | 10.º |      |      |      |  |
| 23.º | Turquía                | 3  |      |      |      |      |      |      |      |      |      |      | 4.º  |      | 5.º  |      |      |      | 20.º |      |      |  |
| 24.º | Catar                  | 7  | 15.º | 5.º  |      | 4.º  | 13.º | 14.º |      | 6.º  |      |      | 16.º |      |      |      |      |      |      |      |      |  |
| 25.º | Uzbekistán             | 3  |      |      |      |      |      |      |      |      |      |      |      |      |      | 6.º  | 11.º |      |      |      | 8.º  |  |
| 26.º | Costa de Marfil        | 4  |      | 3.º  |      |      |      |      |      |      |      |      | 14.º |      |      | 10.º | 7.º  |      |      |      |      |  |
| 27.º | Burkina Faso           | 5  |      |      |      |      |      |      |      | 10.º | 3.º  |      |      |      | 14.º | 24.º |      |      |      |      | 17.º |  |
| 28.º | Suiza                  | 1  |      |      |      |      |      |      |      |      |      |      |      |      |      |      |      |      |      |      |      |  |
| 29.º | Arabia Saudita         | 3  | 6.º  | 9.º  |      |      |      |      |      |      |      |      |      |      |      |      |      |      |      |      |      |  |
| 30.º | Chile                  | 5  |      |      |      |      | 3.º  |      | 9.º  |      |      |      |      |      |      |      |      | 13.º | 21.º | 16.º |      |  |
| 31.º | China                  | 6  | 7.º  |      | 10.º | 13.º | 14.º |      |      |      |      | 14.º | 7.º  |      |      |      |      |      |      |      |      |  |
| 32.º | Túnez                  | 3  |      |      |      |      | 12.º |      |      |      |      |      |      | 9.º  |      |      | 12.º |      |      |      |      |  |
| 33.º | Portugal               | 3  |      |      | 3.º  |      |      | 8.º  |      |      |      | 8.º  |      |      |      |      |      |      |      |      |      |  |
| 34.º | Nueva Zelanda          | 10 |      |      |      |      |      |      | 16.º | 11.º |      |      |      | 24.º | 16.º | 13.º | 24.º | 15.º | 18.º | 17.º | 23.º |  |
| 35.º | Omán                   | 3  |      |      |      |      |      | 4.º  | 7.º  |      | 13.º |      |      |      |      |      |      |      |      |      |      |  |
| 36.º | Países Bajos           | 4  |      |      |      |      |      |      |      |      |      |      |      | 3.º  | 17.º | 20.º |      |      |      | 4.º  |      |  |
| 37.º | Bélgica                | 2  |      |      |      |      |      |      |      |      |      |      |      | 19.º |      |      |      | 3.º  |      |      |      |  |
| 38.º | Guinea                 | 5  | 4.º  |      | 9.º  |      |      | 11.º |      |      |      |      |      |      |      |      |      | 20.º | 17.º |      |      |  |
| 39.º | Marruecos              | 2  |      |      |      |      |      |      |      |      |      |      |      |      |      |      | 10.º |      |      |      | 7.º  |  |
| 40.º | Croacia                | 3  |      |      |      |      |      |      |      |      | 11.º |      |      |      |      |      | 17.º | 7.º  |      |      |      |  |
| 41.º | Corea del Norte        | 5  |      |      |      |      |      |      |      |      |      |      | 8.º  | 15.º |      | 18.º |      | 14.º | 23.º |      |      |  |
| 42.º | Senegal                | 2  |      |      |      |      |      |      |      |      |      |      |      |      |      |      |      |      |      | 11.º | 10.º |  |
| 43.º | Suecia                 | 1  |      |      |      |      |      |      |      |      |      |      |      |      |      |      | 3.º  |      |      |      |      |  |
| 44.º | Polonia                | 3  |      |      |      |      | 4.º  |      |      | 12.º |      |      |      |      |      |      |      |      |      |      | 21.º |  |
| 45.º | Escocia                | 1  |      |      | 2.º  |      |      |      |      |      |      |      |      |      |      |      |      |      |      |      |      |  |
| 46.º | Baréin                 | 2  |      |      | 4.º  |      |      |      | 12.º |      |      |      |      |      |      |      |      |      |      |      |      |  |
| 47.º | República Checa        | 2  |      |      |      |      | 5.º  |      |      |      |      |      |      |      |      | 17.º |      |      |      |      |      |  |
| 48.º | Honduras               | 5  |      |      |      |      |      |      |      |      |      |      |      | 22.º | 22.º |      | 8.º  | 23.º | 14.º |      |      |  |
| 49.º | Perú                   | 2  |      |      |      |      |      |      |      |      |      |      | 13.º | 8.º  |      |      |      |      |      |      |      |  |
| 50.º | Egipto                 | 2  |      | 11.º |      |      |      |      | 8.º  |      |      |      |      |      |      |      |      |      |      |      |      |  |
| 51.º | Congo                  | 3  | 14.º |      |      | 9.º  |      |      |      |      |      |      |      |      |      | 11.º |      |      |      |      |      |  |
| 52.º | Hungría                | 2  | 8.º  |      |      |      |      |      |      |      |      |      |      |      |      |      |      |      |      | 19.º |      |  |
| 53.º | Gambia                 | 2  |      |      |      |      |      |      |      |      |      |      | 9.º  |      | 19.º |      |      |      |      |      |      |  |
| 54.º | Tayikistán             | 2  |      |      |      |      |      |      |      |      |      |      |      | 12.º |      |      |      |      |      | 18.º |      |  |
| 55.º | Alemania Democrática   | 1  |      |      | 7.º  |      |      |      |      |      |      |      |      |      |      |      |      |      |      |      |      |  |
| 56.º | Angola                 | 1  |      |      |      |      |      |      |      |      |      |      |      |      |      |      |      |      |      | 14.º |      |  |
| 57.º | Siria                  | 2  |      |      |      |      |      |      |      |      |      |      |      | 13.º |      |      |      | 22.º |      |      |      |  |
| 58.º | Panamá                 | 3  |      |      |      |      |      |      |      |      |      |      |      |      |      | 16.º | 20.º |      |      |      | 19.º |  |
| 59.º | Eslovaquia             | 1  |      |      |      |      |      |      |      |      |      |      |      |      |      |      | 15.º |      |      |      |      |  |
| 60.º | Venezuela              | 2  |      |      |      |      |      |      |      |      |      |      |      |      |      |      | 21.º |      |      |      | 16.º |  |
| 61.º | Irak                   | 2  |      |      |      |      |      |      |      |      |      |      |      |      |      |      | 23.º |      | 13.º |      |      |  |
| 62.º | Emiratos Árabes Unidos | 3  |      |      |      | 15.º |      |      |      |      |      |      |      |      | 15.º |      | 22.º |      |      |      |      |  |
| 63.º | Canadá                 | 8  |      | 16.º | 16.º |      | 16.º | 16.º |      |      |      |      |      |      |      | 19.º | 18.º |      |      | 22.º | 22.º |  |
| 64.º | Camerún                | 2  |      |      |      |      |      |      |      |      |      | 10.º |      |      |      |      |      |      |      | 23.º |      |  |
| 65.º | Sudán                  | 1  |      |      |      | 10.º |      |      |      |      |      |      |      |      |      |      |      |      |      |      |      |  |
| 66.º | Níger                  | 1  |      |      |      |      |      |      |      |      |      |      |      |      |      |      |      |      | 15.º |      |      |  |
| 67.º | Finlandia              | 1  |      |      |      |      |      |      |      |      |      | 12.º |      |      |      |      |      |      |      |      |      |  |
| 68.º | Togo                   | 1  |      |      |      |      |      |      |      |      |      |      |      | 20.º |      |      |      |      |      |      |      |  |
| 69.º | Indonesia              | 1  |      |      |      |      |      |      |      |      |      |      |      |      |      |      |      |      |      |      | 18.º |  |
| 70.º | Bolivia                | 2  | 13.º | 15.º |      |      |      |      |      |      |      |      |      |      |      |      |      |      |      |      |      |  |
| 71.º | Sierra Leona           | 1  |      |      |      |      |      |      |      |      |      | 13.º |      |      |      |      |      |      |      |      |      |  |
| 72.º | Sudáfrica              | 1  |      |      |      |      |      |      |      |      |      |      |      |      |      |      |      | 19.º |      |      |      |  |
| 73.º | Ruanda                 | 1  |      |      |      |      |      |      |      |      |      |      |      |      |      | 22.º |      |      |      |      |      |  |
| 74.º | Yemen                  | 1  |      |      |      |      |      |      |      |      |      | 15.º |      |      |      |      |      |      |      |      |      |  |
| 75.º | Dinamarca              | 1  |      |      |      |      |      |      |      |      |      |      |      |      |      | 23.º |      |      |      |      |      |  |
| 76.º | Haití                  | 2  |      |      |      |      |      |      |      |      |      |      |      | 21.º |      |      |      |      |      | 21.º |      |  |
| 77.º | Jamaica                | 2  |      |      |      |      |      |      |      | 15.º |      |      |      |      |      | 21.º |      |      |      |      |      |  |
| 78.º | Cuba                   | 2  |      |      | 15.º | 16.º |      |      |      |      |      |      |      |      |      |      |      |      |      |      |      |  |
| 79.º | Austria                | 2  |      |      |      |      |      |      | 15.º |      |      |      |      |      |      |      | 19.º |      |      |      |      |  |
| 80.º | Nueva Caledonia        | 2  |      |      |      |      |      |      |      |      |      |      |      |      |      |      |      |      | 22.º |      | 24.º |  |
| 81.º | Argelia                | 1  |      |      |      |      |      |      |      |      |      |      |      |      | 23.º |      |      |      |      |      |      |  |
| 82.º | Malaui                 | 1  |      |      |      |      |      |      |      |      |      |      |      |      | 24.º |      |      |      |      |      |      |  |
| 83.º | India                  | 1  |      |      |      |      |      |      |      |      |      |      |      |      |      |      |      |      | 24.º |      |      |  |
| 84.º | Trinidad y Tobago      | 2  |      |      |      |      |      |      |      |      | 16.º |      |      | 23.º |      |      |      |      |      |      |      |  |
| 85.º | Islas Salomón          | 1  |      |      |      |      |      |      |      |      |      |      |      |      |      |      |      |      |      | 24.º |      |  |
| 86.º | Tailandia              | 2  |      |      |      |      |      |      | 14.º | 16.º |      |      |      |      |      |      |      |      |      |      |      |  |

## Premios
Durante la realización del torneo, la organización dispuso la entrega de diversos premios de acuerdo a la participación de los equipos y jugadores a lo largo del torneo. Dentro de estos se destacó el premio a los goleadores, al mejor jugador del torneo y al equipo que practicó mejor el "juego limpio".

### Goleadores
Desde el inicio del torneo, uno de los premios más importantes es al goleador del evento, es decir, el jugador que anota más goles durante la realización de cada evento; en caso de que más jugadores tengan igual número de anotaciones, es considerado como ganador del llamado "Botín de Oro adidas" aquel que tenga mayor número de asistencias.
| Copa Mundial                | Goleador                | Equipo           | Goles |
| --------------------------- | ----------------------- | ---------------- | ----- |
| China 1985                  | Marcel Witeczek         | Alemania Federal | 8     |
| Canadá 1987                 | Moussa Traoré           | Costa de Marfil  | 5     |
| Escocia 1989                | Fode Camara             | Guinea           | 3     |
| Italia 1991                 | Adriano                 | Brasil           | 4     |
| Japón 1993                  | Wilson Oruma            | Nigeria          | 6     |
| Ecuador 1995                | Daniel Allsopp          | Australia        | 5     |
| Egipto 1997                 | David                   | España           | 7     |
| Nueva Zelanda 1999          | Ishmael Addo            | Ghana            | 7     |
| Trinidad y Tobago 2001      | Florent Sinama-Pongolle | Francia          | 9     |
| Finlandia 2003              | Cesc Fàbregas           | España           | 5     |
| Perú 2005                   | Carlos Vela             | México           | 5     |
| Corea del Sur 2007          | Macauley Chrisantus     | Nigeria          | 7     |
| Nigeria 2009                | Borja González          | España           | 5     |
| México 2011                 | Souleymane Coulibaly    | Costa de Marfil  | 9     |
| Emiratos Árabes Unidos 2013 | Valmir Berisha          | Suecia           | 7     |
| Chile 2015                  | Victor Osimhen          | Nigeria          | 10    |
| India 2017                  | Rhian Brewster          | Inglaterra       | 8     |
| Brasil 2019                 | Sontje Hansen           | Países Bajos     | 6     |
| Indonesia 2023              | Agustín Ruberto         | Argentina        | 8     |

### Balón de Oro
Al igual que en la versión adulta del torneo, el premio "Balón de Oro Adidas" es entregado al mejor jugador de cada edición del torneo. Durante la realización del campeonato, la FIFA crea una lista con los 10 mejores jugadores del evento a su juicio. Los jugadores de esta lista son posteriormente votados por los representantes de la prensa especializada. El balón de oro es entregado al que haya obtenido más votos, mientras desde 2005 son entregados además el balón de plata y de bronce se entrega a la segunda y tercera mayoría, respectivamente.
| Copa Mundial                | Ganador                 | Equipo         |
| --------------------------- | ----------------------- | -------------- |
| China 1985                  | William                 | Brasil         |
| Canadá 1987                 | Philip Osundo           | Nigeria        |
| Escocia 1989                | James Will              | Escocia        |
| Italia 1991                 | Lamptey                 | Ghana          |
| Japón 1993                  | Daniel Addo             | Ghana          |
| Ecuador 1995                | Mohamed Al Kiathiri     | Omán           |
| Egipto 1997                 | Sergio Santamaría       | España         |
| Nueva Zelanda 1999          | Landon Donovan          | Estados Unidos |
| Trinidad y Tobago 2001      | Florent Sinama-Pongolle | Francia        |
| Finlandia 2003              | Cesc Fàbregas           | España         |
| Perú 2005                   | Anderson                | Brasil         |
| Corea del Sur 2007          | Toni Kroos              | Alemania       |
| Nigeria 2009                | Sani Emmanuel           | Nigeria        |
| México 2011                 | Julio Gómez             | México         |
| Emiratos Árabes Unidos 2013 | Kelechi Iheanacho       | Nigeria        |
| Chile 2015                  | Kelechi Nwakali         | Nigeria        |
| India 2017                  | Phil Foden              | Inglaterra     |
| Brasil 2019                 | Gabriel Veron           | Brasil         |
| Indonesia 2023              | Paris Brunner           | Alemania       |

### Premio al juego limpio
| Copa Mundial                | Equipo           |
| --------------------------- | ---------------- |
| China 1985                  | Alemania Federal |
| Canadá 1987                 | Unión Soviética  |
| Escocia 1989                | Baréin           |
| Italia 1991                 | Argentina        |
| Japón 1993                  | Nigeria          |
| Ecuador 1995                | Brasil           |
| Egipto 1997                 | Argentina        |
| Nueva Zelanda 1999          | México           |
| Trinidad y Tobago 2001      | Nigeria          |
| Finlandia 2003              | Costa Rica       |
| Perú 2005                   | Corea del Norte  |
| Corea del Sur 2007          | Costa Rica       |
| Nigeria 2009                | Nigeria          |
| México 2011                 | Japón            |
| Emiratos Árabes Unidos 2013 | Nigeria          |
| Chile 2015                  | Ecuador          |
| India 2017                  | Brasil           |
| Brasil 2019                 | Ecuador          |
| Indonesia 2023              | Inglaterra       |

### Gol del Torneo
| Copa Mundial       | Equipo                 | Metió el gol     | Equipo contrario |
| ------------------ | ---------------------- | ---------------- | ---------------- |
| Corea del Sur 2007 | Nigeria                | Yakubu Alfa      | Colombia         |
| Nigeria 2009       | Emiratos Árabes Unidos | Marwan Al-Saffar | Malaui           |
| México 2011        | México                 | Julio Gómez      | Alemania         |
| Chile 2015         | México                 | Diego Cortés     | Nigeria          |
| India 2017         | Alemania               | Jann-Fiete Arp   | Colombia         |
| Brasil 2019        | México                 | Santiago Muñóz   | Japón            |

### Guante de Oro
| Copa Mundial                | Equipo  | Portero           | PJ | GR |
| --------------------------- | ------- | ----------------- | -- | -- |
| Nigeria 2009                | Suiza   | Benjamin Siegrist | 7  | 6  |
| México 2011                 | Uruguay | Jonathan Cubero   | 7  | 5  |
| Emiratos Árabes Unidos 2013 | Nigeria | Dele Alampasu     | 7  | 5  |
| Chile 2015                  | Malí    | Samuel Diarra     | 7  | 5  |
| India 2017                  | Brasil  | Gabriel Brazão    | 7  | 5  |
| Brasil 2019                 | Brasil  | Matheus Donelli   | 7  | 6  |
| Indonesia 2023              | Francia | Paul Argney       | 7  | 3  |